# Élections législatives de 2024 dans la Haute-Vienne
Les élections législatives françaises de 2024 dans la Haute-Vienne se déroulent les 30 juin et 7 juillet 2024. Dans le département, trois députés sont à élire dans le cadre de trois circonscriptions, à la suite de la dissolution de l'Assemblée nationale par Emmanuel Macron.
Le choix de cette dissolution est pris après la défaite de la liste Renaissance aux élections européennes qui ont eu lieu le 9 juin 2024.

## Contexte

### Forces en présence
Ce scrutin anticipé, avec une campagne courte de moins de trois semaines, est marqué par le faible nombre de candidatures dans chacune des circonscriptions, respectivement 5, 4 et 5 candidats, soit 14 au total, contre 8, 9 et 10 lors du scrutin précédent en 2022.
Les différents camps politiques s'organisent différemment des élections de juin 2022.
Ainsi, la gauche, à l'exception de Lutte ouvrière, se présente unie, sous la bannière du Nouveau Front populaire, derrière les trois députés sortants de la NUPES, les insoumis Damien Maudet (1re circonscription) et Manon Meunier (3e) et le socialiste Stéphane Delautrette (2e). Deux ans plus tôt, la gauche était déjà unie dans la 1re circonscription, mais comprenait deux autres candidatures dans la 2e, et une autre dans la 3e.
Le RN présente à nouveau Sabrina Minguet dans la 2e circonscription, seule candidate du parti à avoir atteint le second tour en 2022, ayant alors bénéficié da la division du camp macroniste. Albin Freychet, responsable départemental du RN, est à nouveau candidat lui aussi dans la 3e, tandis que c'est la cheffe du RN en Creuse, Camille Dos Santos de Oliveira, qui remplace Christiane Gédoux dans la 1re.
Par ailleurs, la droite et le centre adoptent une posture, originale en France, en s'entendant pour ne présenter qu'une seule candidature par circonscription, réunissant la majorité présidentielle sortante et la droite républicaine, à l'image du rassemblement réalisé au conseil municipal de Limoges depuis 2014. Cette « alternative républicaine » présente Isabelle Négrier, élue Renaissance à Panazol, dans la 1re circonscription, l'élue MoDem de Limoges Marie-Ève Tayot dans la 2e, et le LR Gilles Toulza, adjoint au maire de Couzeix, dans la 3e. En 2022, macronistes, centristes et républicains s'étaient présentés séparément (ce camp était représenté par 3 candidatures distinctes dans la 2e circonscription, et même 4 dans la 3e ; dans ces deux circonscriptions, le candidat officiel de La République en marche faisait face à une dissidence).
Outre Lutte ouvrière, qui propose des candidats historiquement habitués aux scrutins législatifs (Claudine Roussie était déjà candidate en 1978, Daniel Mournetas en 1981), Debout la France est également présent dans chacune des circonscriptions.
Enfin, à la différence de 2022, Reconquête !, le Parti animaliste et Le Mouvement de la ruralité sont absents du scrutin en Haute-Vienne.

### Résultats aux élections européennes
| Circonscription | RN      | ENS     | PS - PP | LFI    | LR     |
| --------------- | ------- | ------- | ------- | ------ | ------ |
| Circonscription |         |         |         |        |        |
| 1re             | 30,62 % | 12,58 % | 17,66 % | 9,9 %  | 5,83 % |
| 2e              | 32,48 % | 12,88 % | 16,48 % | 6,73 % | 6,68 % |
| 3e              | 31,5 %  | 13,86 % | 17,33 % | 8,2 %  | 6,11 % |

## Campagne

### Premier tour
La campagne est marquée par la prise de position de Guillaume Guérin, président de Limoges Métropole, qui critique le Nouveau Front populaire et défend les candidats d'union droite-centre, ce qui est dénoncé par des élus de l'agglomération.
Plusieurs réunions publiques se tiennent durant cette courte campagne. La plus importante est celle qui se déroule le 18 juin en plein air sur le Champ de Juillet, à Limoges, à l'initiative des candidats de la gauche, et qui réunit quelques figures politiques nationales comme Clémentine Autain ou Johanna Rolland.

### Second tour

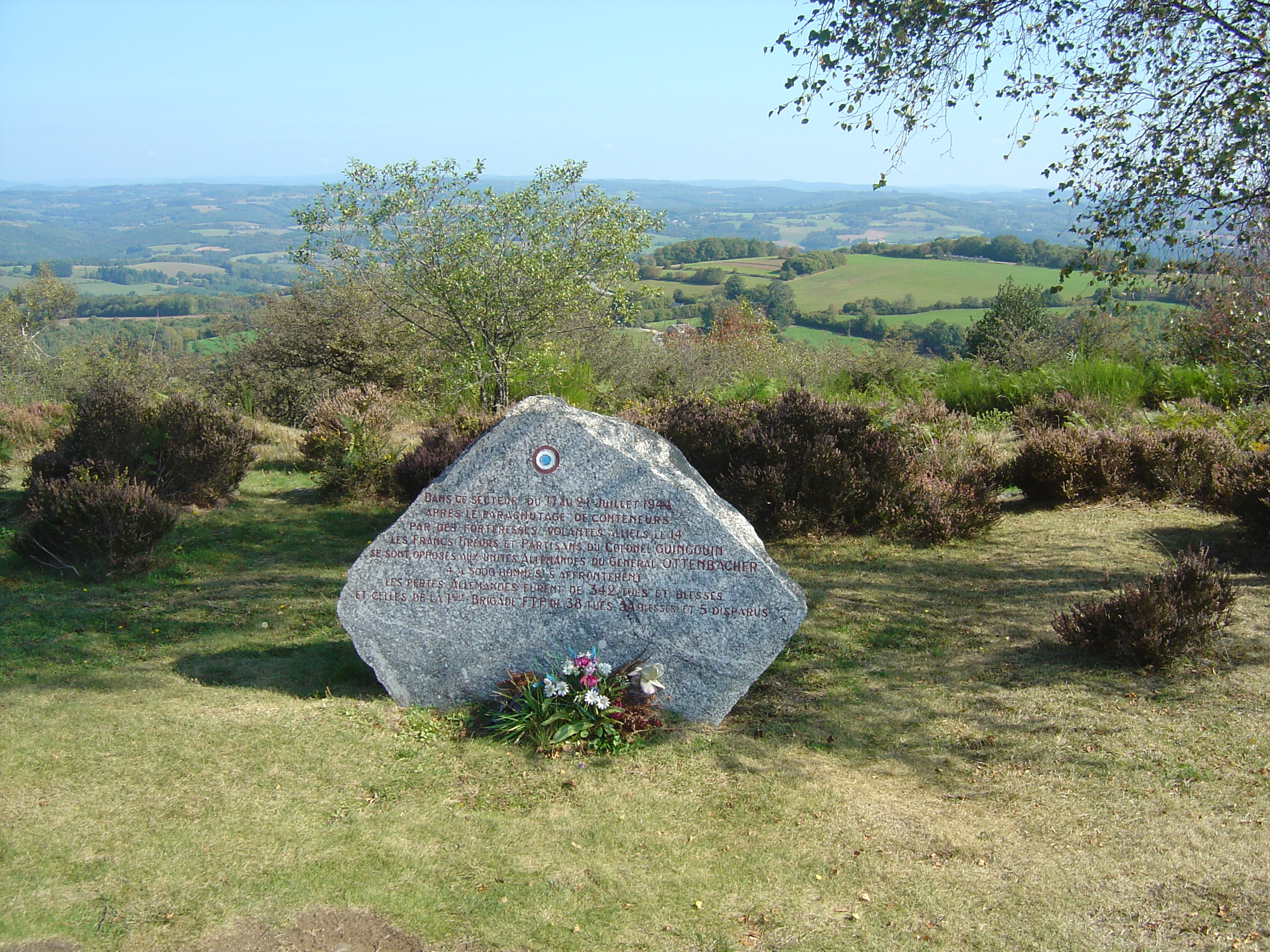
Entre les deux tours de scrutin, le mont Gargan, lieu d'une importante bataille entre maquisards et nazis en 1944, accueille un rassemblement politique en réaction à la forte hausse de l'extrême-droite au premier tour.

Le premier tour voit les candidats du RN se qualifier pour le second tour dans les trois circonscriptions, résultat inédit, augurant des triangulaires dans tous les cas, une première dans le département depuis 1932. Malgré la pression exercée par la gauche en faveur de retraits au nom du « front républicain », les candidats de l'Alternative républicaine choisissent de se maintenir, avant que la candidate MoDem dans la 2e circonscription, Marie-Ève Tayot, finisse par se désister, sans pour autant appeler à soutenir le sortant socialiste Stéphane Delautrette.
Le 4 juillet 2024, dans l'entre-deux tours, un rassemblement d'opposition à l'extrême-droite est organisé sur le mont Gargan à l'initiative des députés sortants et candidats du Nouveau Front populaire, du président socialiste du Conseil départemental et de l'Association nationale des anciens combattants et ami(e)s de la Résistance. Cet événement invoque l'héritage du Conseil national de la Résistance pour justifier sa tenue sur place, à l'endroit du déroulement d'une importante bataille en 1944.

## Système électoral
Les élections législatives ont lieu au scrutin uninominal majoritaire à deux tours dans des circonscriptions uninominales.
Est élu au premier tour le candidat qui réunit la majorité absolue des suffrages exprimés et un nombre de voix au moins égal au quart des électeurs inscrits dans la circonscription, soit 25 %. Si aucun des candidats ne satisfait ces conditions, un second tour est organisé entre les candidats ayant réuni un nombre de voix au moins égal à un huitième des inscrits, soit 12,5 %. Les deux candidats arrivés en tête du 1er tour se maintiennent néanmoins par défaut si un seul ou aucun d'entre eux n'a atteint ce seuil. Au second tour, le candidat arrivé en tête est déclaré élu,.
Le seuil de qualification basé sur un pourcentage du total des inscrits et non des suffrages exprimés rend plus difficile l'accès au second tour lorsque l'abstention est élevée. Le système permet en revanche l'accès au second tour de plus de deux candidats si plusieurs d'entre eux franchissent le seuil de 12,5 % des inscrits. Les candidats en lice au second tour peuvent ainsi être trois, un cas de figure appelé « triangulaire ». Les second tours où s'affrontent quatre candidats, appelés « quadrangulaire » sont également possibles, mais beaucoup plus rares,.

### Partis et nuances
Les résultats des élections sont publiés en France par le ministère de l'Intérieur, qui classe les partis en leur attribuant des nuances politiques. Ces dernières sont décidées par les préfets, qui les attribuent indifféremment de l'étiquette politique déclarée par les candidats, qui peut être celle d'un parti ou une candidature sans étiquette.
Seuls le Parti communiste français (COM), La France insoumise (FI), le Parti socialiste (SOC), le Parti radical de gauche (RDG), Les Écologistes (VEC), Renaissance (RE), le Mouvement démocrate (MDM), Horizons (HOR), l'Union des démocrates et indépendants (UDI), Les Républicains (LR), le Rassemblement national (RN) et Reconquête (REC) se voient attribuer en 2024 des nuances propres. Les coalitions Ensemble et Nouveau front populaire, ainsi que les candidats de l'alliance LR-Ciotti-RN, en bénéficient également indirectement, les nuances Ensemble ! (Majorité présidentielle) (ENS), Union de la gauche (UG) et Union de l'extrême-droite (UXD) étant attribuables aux candidats bénéficiant respectivement du soutien de deux partis du centre, de deux partis de gauche ou de deux partis d'extrême-droite,.
Tous les autres partis se voient attribuer l'une ou l'autre des nuances suivantes : EXG (extrême gauche), DVG (divers gauche), ECO (écologiste), REG (régionaliste), DVC (divers centre), DVD (divers droite), DSV (droite souverainiste) et EXD (extrême droite). Des partis comme Debout la France ou Lutte ouvrière ne disposent ainsi pas de nuances propres, et leurs résultats nationaux ne sont pas publiés séparément par le ministère, car mélangés avec d'autres partis (respectivement dans les nuances DSV et EXG).

## Élus
| Circonscription | Député sortant       | Parti | Parti | Député élu ou réélu  | Parti | Parti |
| --------------- | -------------------- | ----- | ----- | -------------------- | ----- | ----- |
| 1re             | Damien Maudet        |       | LFI   | Damien Maudet        |       | LFI   |
| 2e              | Stéphane Delautrette |       | PS    | Stéphane Delautrette |       | PS    |
| 3e              | Manon Meunier        |       | LFI   | Manon Meunier        |       | LFI   |

### Résultats à l'échelle du département

#### Résultats par coalition
| Parti                                       | Parti                                       | Parti                       | Premier tour | Premier tour | Premier tour | Second tour | Second tour | Second tour | Total Sièges  | +/-           |
| Parti                                       | Parti                                       | Parti                       | Voix         | %            | Sièges       | Voix        | %           | Sièges      | Total Sièges  | +/-           |
| ------------------------------------------- | ------------------------------------------- | --------------------------- | ------------ | ------------ | ------------ | ----------- | ----------- | ----------- | ------------- | ------------- |
|                                             |                                             | La France insoumise (LFI)   | 40 765       | 22,36        | 0            | 47 808      | 24,92       | 2           | 2             | en stagnation |
|                                             | Parti socialiste (PS)                       | 25 520                      | 14,00        | 0            | 36 679       | 20,30       | 1           | 1           | en stagnation |               |
| Total Nouveau Front populaire (NFP)         | Total Nouveau Front populaire (NFP)         | 66 285                      | 36,36        | 0            | 84 487       | 46,77       | 3           | 3           | en stagnation |               |
|                                             | Rassemblement national (RN)                 | Rassemblement national (RN) | 63 753       | 34,97        | 0            | 70 143      | 38,83       | 0           | 0             | en stagnation |
|                                             |                                             | Mouvement démocrate (MoDem) | 16 937       | 9,29         | 0            | Retrait     | Retrait     | Retrait     | 0             | en stagnation |
|                                             | Renaissance (RE)                            | 15 544                      | 8,53         | 0            | 13 453       | 7,45        | 0           | 0           | en stagnation |               |
| Total Ensemble pour la République (ENS)     | Total Ensemble pour la République (ENS)     | 32 481                      | 17,82        | 0            | 13 453       | 7,45        | 0           | 0           | en stagnation |               |
|                                             |                                             | Les Républicains (LR)       | 14 768       | 8,10         | 0            | 12 573      | 6,96        | 0           | 0             | en stagnation |
| Total Union de la droite et du centre (UDC) | Total Union de la droite et du centre (UDC) | 14 768                      | 8,10         | 0            | 12 573       | 6,96        | 0           | 0           | en stagnation |               |
|                                             | Lutte ouvrière (LO)                         | Lutte ouvrière (LO)         | 2 890        | 1,59         | 0            |             |             |             | 0             | en stagnation |
|                                             | Debout la France (DLF)                      | Debout la France (DLF)      | 2 110        | 1,16         | 0            | 0           | Nv          |             |               |               |
|                                             |                                             |                             |              |              |              |             |             |             |               |               |
| Suffrages exprimés                          | Suffrages exprimés                          | Suffrages exprimés          | 182 287      | 95,59        |              | 180 656     | 94,16       |             |               |               |
| Votes blancs                                | Votes blancs                                | Votes blancs                | 4 829        | 2,53         | 7 059        | 3,67        |             |             |               |               |
| Votes nuls                                  | Votes nuls                                  | Votes nuls                  | 3 583        | 1,88         | 4 129        | 2,15        |             |             |               |               |
| Total                                       | Total                                       | Total                       | 190 699      | 100          | 0            | 191 844     | 100         | 3           | 3             | en stagnation |
| Abstention                                  | Abstention                                  | Abstention                  | 72 980       | 27,68        |              | 71 884      | 27,26       |             |               |               |
| Inscrits/Participation                      | Inscrits/Participation                      | Inscrits/Participation      | 263 679      | 72,32        | 263 728      | 72,74       |             |             |               |               |

#### Résultats par nuance
| Nuance                 | Nuance                 | Nuance                 | Premier tour | Premier tour | Premier tour | Second tour | Second tour | Second tour | Total Sièges | +/-           |  |
| Nuance                 | Nuance                 | Nuance                 | Voix         | %            | Sièges       | Voix        | %           | Sièges      | Total Sièges | +/-           |  |
| ---------------------- | ---------------------- | ---------------------- | ------------ | ------------ | ------------ | ----------- | ----------- | ----------- | ------------ | ------------- |  |
|                        | Union de la gauche     | UG                     | 66 285       | 36,36        | 0            | 84 487      | 46,77       | 3           | 3            | en stagnation |  |
|                        | Rassemblement national | RN                     | 63 753       | 34,97        | 0            | 70 143      | 38,83       | 0           | 0            | en stagnation |  |
|                        | Ensemble               | ENS                    | 32 481       | 17,82        | 0            | 13 453      | 7,45        | 0           | 0            | en stagnation |  |
|                        | Divers centre          | DVC                    | 14 768       | 8,10         | 0            | 12 573      | 6,96        | 0           | 0            | en stagnation |  |
|                        | Extrême gauche         | EXG                    | 2 890        | 1,59         | 0            |             |             |             | 0            | en stagnation |  |
|                        | Droite souverainiste   | DSV                    | 2 110        | 1,16         | 0            | 0           | Nv          |             |              |               |  |
|                        |                        |                        |              |              |              |             |             |             |              |               |  |
| Suffrages exprimés     | Suffrages exprimés     | Suffrages exprimés     | 182 287      | 95,59        |              | 180 656     | 94,16       |             |              |               |  |
| Votes blancs           | Votes blancs           | Votes blancs           | 4 829        | 2,53         | 7 059        | 3,67        |             |             |              |               |  |
| Votes nuls             | Votes nuls             | Votes nuls             | 3 583        | 1,88         | 4 129        | 2,15        |             |             |              |               |  |
| Total                  | Total                  | Total                  | 190 699      | 100          | 0            | 191 844     | 100         | 3           | 3            | en stagnation |  |
| Abstention             | Abstention             | Abstention             | 72 980       | 27,68        |              | 71 884      | 27,26       |             |              |               |  |
| Inscrits/Participation | Inscrits/Participation | Inscrits/Participation | 263 679      | 72,32        | 263 728      | 72,74       |             |             |              |               |  |

### Résultats par circonscription

#### Première circonscription
- Député sortant : Damien Maudet (La France insoumise)

| Candidat                 | Candidat                       | Parti et coalition       | Nuance                   | Premier tour | Premier tour | Second tour | Second tour |
| Candidat                 | Candidat                       | Parti et coalition       | Nuance                   | Voix         | %            | Voix        | %           |
| ------------------------ | ------------------------------ | ------------------------ | ------------------------ | ------------ | ------------ | ----------- | ----------- |
|                          | Damien Maudet                  | LFI (NFP)                | UG                       | 21 271       | 36,94        | 24 713      | 42,20       |
|                          | Camille Dos Santos de Oliveira | RN                       | RN                       | 18 904       | 32,83        | 20 400      | 34,83       |
|                          | Isabelle Négrier               | RE (ENS)                 | ENS                      | 15 544       | 26,99        | 13 453      | 22,97       |
|                          | Serge Moretti                  | DLF                      | DSV                      | 1 066        | 1,85         |             |             |
|                          | Élisabeth Faucon               | LO                       | EXG                      | 803          | 1,39         |             |             |
|                          |                                |                          |                          |              |              |             |             |
| Suffrages exprimés       | Suffrages exprimés             | Suffrages exprimés       | Suffrages exprimés       | 57 588       | 96,06        | 58 566      | 96,70       |
| Votes blancs             | Votes blancs                   | Votes blancs             | Votes blancs             | 1 403        | 2,34         | 1 239       | 2,05        |
| Votes nuls               | Votes nuls                     | Votes nuls               | Votes nuls               | 959          | 1,60         | 760         | 1,25        |
| Total                    | Total                          | Total                    | Total                    | 59 950       | 100          | 60 565      | 100         |
| Abstention               | Abstention                     | Abstention               | Abstention               | 23 998       | 28,59        | 23 398      | 27,87       |
| Inscrits / participation | Inscrits / participation       | Inscrits / participation | Inscrits / participation | 83 948       | 71,41        | 83 963      | 72,13       |

#### Deuxième circonscription
- Député sortant : Stéphane Delautrette (Parti socialiste)

| Candidat                 | Candidat                 | Parti et coalition       | Nuance                   | Premier tour | Premier tour | Second tour | Second tour |
| Candidat                 | Candidat                 | Parti et coalition       | Nuance                   | Voix         | %            | Voix        | %           |
| ------------------------ | ------------------------ | ------------------------ | ------------------------ | ------------ | ------------ | ----------- | ----------- |
|                          | Sabrina Minguet          | RN                       | RN                       | 25 539       | 36,86        | 28 751      | 43,94       |
|                          | Stéphane Delautrette     | PS (NFP)                 | UG                       | 25 520       | 36,83        | 36 679      | 56,06       |
|                          | Marie-Ève Tayot,         | MoDem (ENS)              | ENS                      | 16 937       | 24,45        | Retrait     | Retrait     |
|                          | Claudine Roussie         | LO                       | EXG                      | 1 290        | 1,86         |             |             |
|                          |                          |                          |                          |              |              |             |             |
| Suffrages exprimés       | Suffrages exprimés       | Suffrages exprimés       | Suffrages exprimés       | 69 286       | 95,35        | 65 430      | 90,23       |
| Votes blancs             | Votes blancs             | Votes blancs             | Votes blancs             | 1 875        | 2,58         | 4 543       | 6,26        |
| Votes nuls               | Votes nuls               | Votes nuls               | Votes nuls               | 1 502        | 2,07         | 2 543       | 3,51        |
| Total                    | Total                    | Total                    | Total                    | 72 663       | 100          | 72 516      | 100         |
| Abstention               | Abstention               | Abstention               | Abstention               | 25 675       | 26,11        | 25 835      | 26,27       |
| Inscrits / participation | Inscrits / participation | Inscrits / participation | Inscrits / participation | 98 338       | 73,89        | 98 351      | 73,73       |

#### Troisième circonscription
- Députée sortante : Manon Meunier (La France insoumise)

| Candidat                 | Candidat                 | Parti et coalition       | Nuance                   | Premier tour | Premier tour | Second tour | Second tour |
| Candidat                 | Candidat                 | Parti et coalition       | Nuance                   | Voix         | %            | Voix        | %           |
| ------------------------ | ------------------------ | ------------------------ | ------------------------ | ------------ | ------------ | ----------- | ----------- |
|                          | Manon Meunier            | LFI (NFP)                | UG                       | 19 494       | 35,18        | 23 095      | 40,76       |
|                          | Albin Freychet           | RN                       | RN                       | 19 310       | 34,85        | 20 992      | 37,05       |
|                          | Gilles Toulza            | LR (UDC)                 | DVC                      | 14 768       | 26,65        | 12 573      | 22,19       |
|                          | Zohra Radjetti           | DLF                      | DSV                      | 1 044        | 1,88         |             |             |
|                          | Daniel Mournetas         | LO                       | EXG                      | 797          | 1,44         |             |             |
|                          |                          |                          |                          |              |              |             |             |
| Suffrages exprimés       | Suffrages exprimés       | Suffrages exprimés       | Suffrages exprimés       | 55 413       | 95,40        | 56 660      | 96,42       |
| Votes blancs             | Votes blancs             | Votes blancs             | Votes blancs             | 1 551        | 2,67         | 1 277       | 2,17        |
| Votes nuls               | Votes nuls               | Votes nuls               | Votes nuls               | 1 122        | 1,93         | 826         | 1,41        |
| Total                    | Total                    | Total                    | Total                    | 58 086       | 100          | 58 763      | 100         |
| Abstention               | Abstention               | Abstention               | Abstention               | 23 307       | 28,64        | 22 651      | 27,82       |
| Inscrits / participation | Inscrits / participation | Inscrits / participation | Inscrits / participation | 81 393       | 71,36        | 81 414      | 72,18       |

### Analyse
La gauche conserve les trois circonscriptions du département ; les trois députés sortants sont reconduits, ce qui est une première depuis les élections législatives de 1962. Si les députés réélus gagnent avec davantage de voix qu'en 2022 (entre 3 500 et 10 000 de plus), leur score en valeur relative est en baisse, y compris dans la 2e circonscription où Stéphane Delautrette, seul qualifié en duel, l'emporte avec 12 points d'avance contre Sabrina Minguet (Rassemblement national), contre 23 points d'écart en 2022 face à la même adversaire.
Bien que défaits, les candidats du RN sont tous qualifiés au second tour, et progressent nettement en voix par rapport à 2022 (12 000 voix supplémentaires pour Sabrina Minguet au second tour, 11 000 environ pour les deux autres au premier tour).
Les candidats de l'Alternative républicaine, réunissant la majorité présidentielle sortante et la droite des Républicains, obtiennent des scores moyens, en dépit d'une participation plus forte que deux ans plus tôt. Dans la 1re circonscription, le score d'Isabelle Négrier au premier tour est conforme au cumul des voix obtenu par les candidats LREM et LR. Dans la 2e et la 3e, ceux de Marie-Ève Tayot et Gilles Toulza sont en baisse d'environ 1 000 voix par rapport au premier tour de juin 2022.